# UNITAS

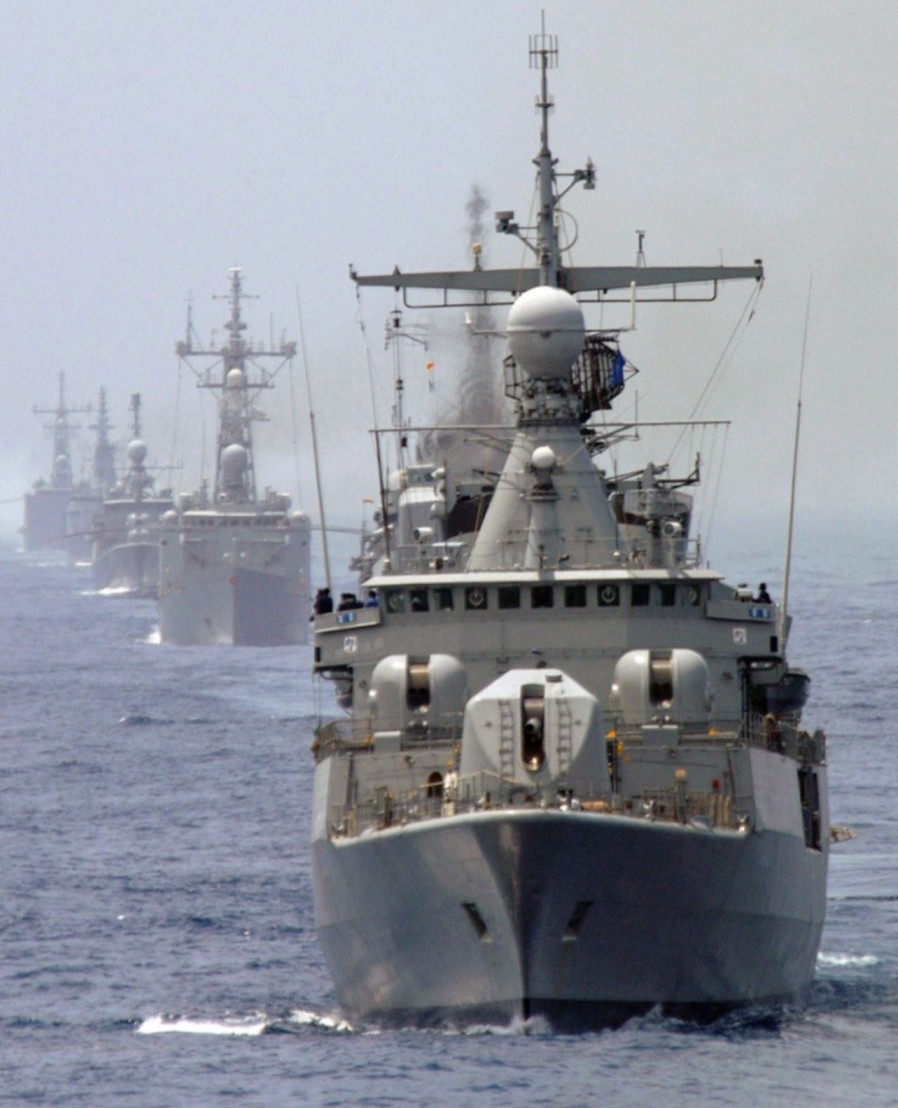
Destructor ARA Almirante Brown (D-10) argentino lidera una formación multinacional frente a las costas de Brasil, UNITAS 47-06

Los ejercicios navales UNITAS son realizados anualmente por la Armada de los Estados Unidos en conjunto con otras armadas latinoamericanas. Estos ejercicios surgen a partir de la Primera Conferencia Naval sostenida en Panamá en 1959 y se realizan en el marco del Tratado Interamericano de Asistencia Recíproca (TIAR).
En sus inicios los países participantes fueron Argentina, Brasil, Chile, Colombia, Ecuador, Uruguay, Perú y Venezuela. Con el tiempo se fueron incorporando otros países. Uruguay desistió de participar a partir del año 2006. México empezó a participar en 2010.
Las operaciones se realizaron por primera vez en aguas de Venezuela, el 28 de agosto de 1960, y tiene como fin entrenar, capacitar, cooperar y establecer vínculos de confianza entre las armadas de la región. Cada año van variando sus sedes. Desde 1999 el ejercicio se divide en tres fases: Atlántico, Pacífico y Caribe, alternando anualmente en sentido y contrasentido del reloj.
Aunque en un primer momento el énfasis era fundamentalmente la ejecución de ejercicios para hacer frente a la amenaza que representaba la Unión Soviética en el contexto de la Guerra Fría, las operaciones paulatinamente se fueron ampliando hacia diferentes aspectos en la guerra marítima, adecuándose a los cambios que se han producido en los escenarios mundiales.

## Ejercicios

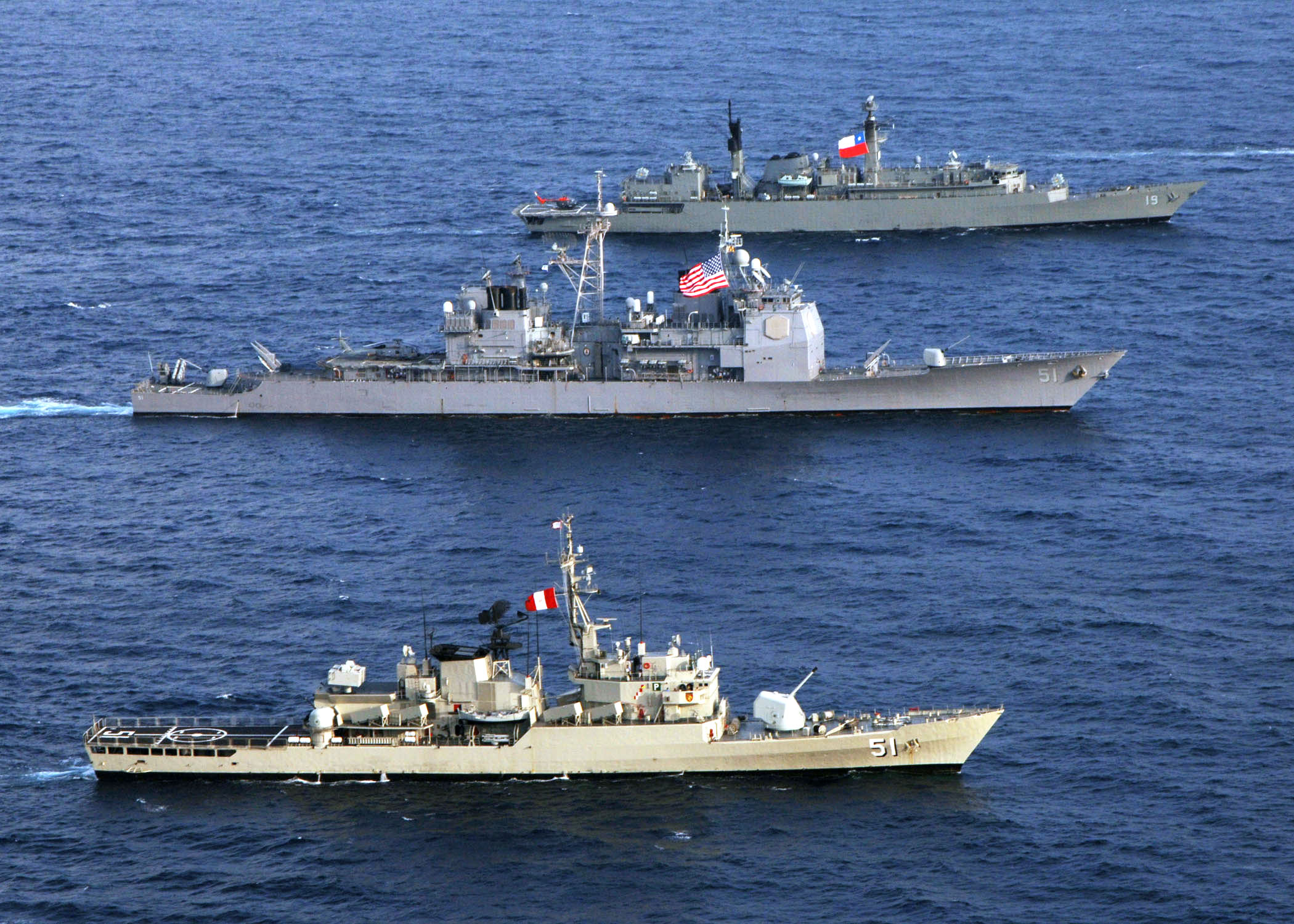
Buques de las armadas de Chile, Estados Unidos y Perú durante el ejercicio UNITAS 46-05.

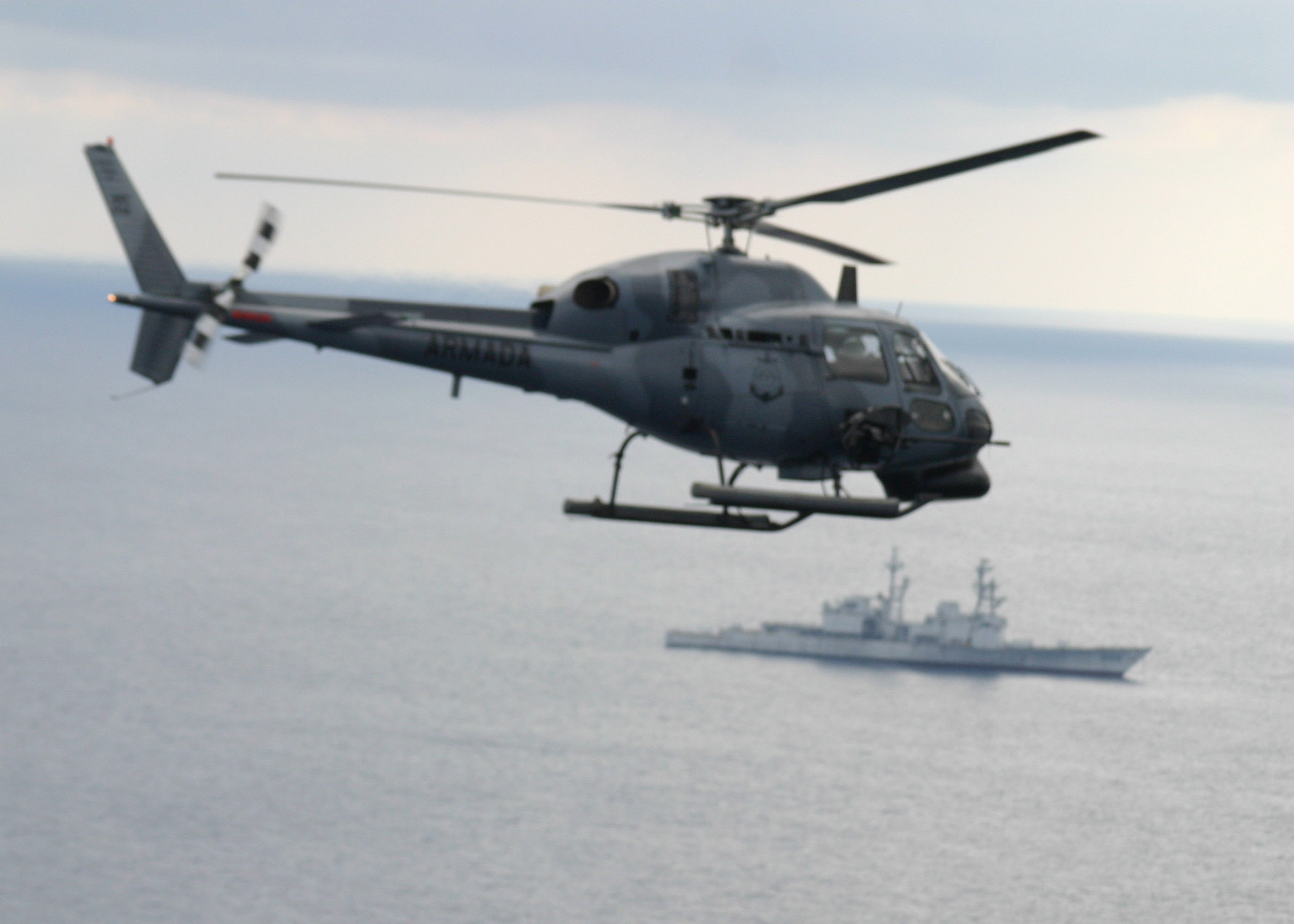
AS555 Fennec 2 de la fragata ARC Almirante Padilla Colombiana (FM-51) en posición para dispararle al destructor USS Connolly (DD-979) —dado de baja en 1998— durante los ejercicios UNITAS Gold el 29 de abril de 2009.

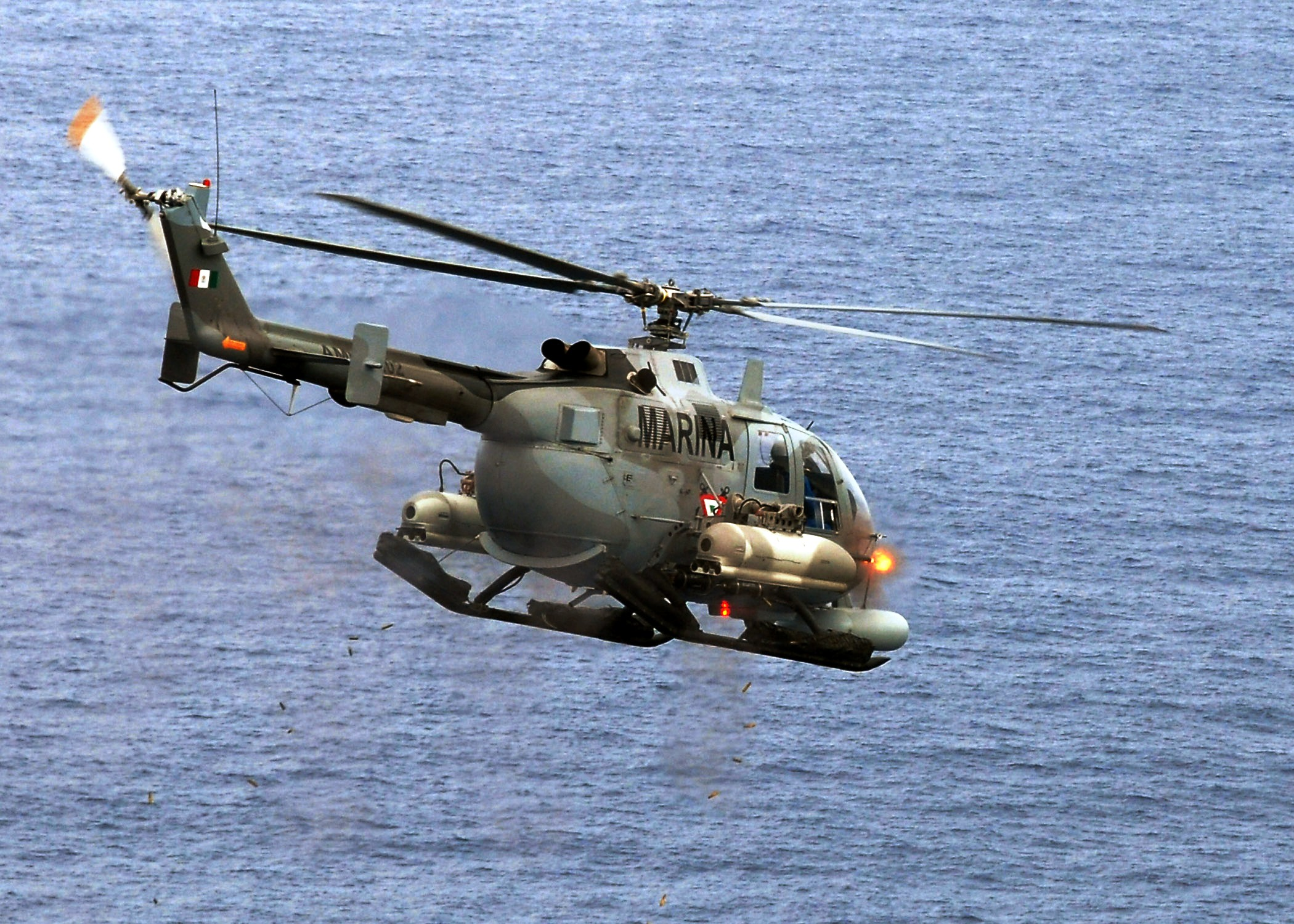
Helicóptero MBB Bo 105 mexicano dispara al ex USS Conolly (DD-979), durante UNITAS 51-2010.

### UNITAS XXXVIII-1997

#### Fase Atlántico
- Sede: Argentina.
- Unidades:
  - Marina de Brasil: Fragata Independencia (F 44) y corbeta Jaceguai (V-31).
  - Armada de Estados Unidos: Fragatas USS De Wert (FFG-45) y USS John L. Hall (FFG-32).
  - Armada Española: Fragata Victoria (F-82).
  - Fuerzas Canadienses: Fragata HMCS Halifax (FFH 330).

### UNITAS XXXIX-1998

#### Fase Atlántico
- Sedes: Argentina y Brasil.
- Unidades:
  - Armada Argentina: destructores ARA Almirante Brown, ARA La Argentina, ARA Sarandí y ARA Hércules, corbeta ARA Spiro, aviso ARA Teniente Olivieri, más diversas aeronaves.
  - Marina de Brasil: fragata Greenhalgh.
  - Armada de Estados Unidos: buque de desembarco USS La Moure County.

### UNITAS XLI-2000

#### Fase Atlántico
- Sede: Argentina.
- Unidades:
  - Armada Argentina: destructores ARA Almirante Brown, ARA La Argentina y ARA Heroína, corbetas ARA Spiro y ARA Parker, buque logístico ARA Patagonia y buque multipropósito ARA Punta Alta, más diversas aeronaves y elementos de la Infantería de Marina.
  - Marina de Brasil: fragatas Independência y Rademaker, petrolero Almirante Gastão Motta y submarino Tapajó.
  - Armada de Estados Unidos: crucero USS Ticonderoga, destructor USS Hayler, fragata USS Klakring, buque de desembarco USS Tortuga y submarino USS Montpelier.
  - Marina Nacional francesa: fragata Montcalm y corbeta Second-Maître Le Bihan.
  - Armada Nacional (Uruguay): fragata Montevideo.

### UNITAS XLIV-2003

#### Fase Atlántico
- Sede: Argentina.
- Unidades:
  - Armada Argentina: Destructor ARA Heroína (D-12), corbetas ARA Espora (P-41), ARA Rosales (P-42) y ARA Parker (P-44), buque logístico ARA Patagonia (B-1), submarino ARA Santa Cruz (S-41), más diversas aeronaves del COAN e integrantes de la Agrupación de Buzos Tácticos.
  - Marina de Brasil: Fragata Defensora (F 41) y Submarino Timbira (S32).
  - Armada Española: Buque logístico Patiño (A-14), fragatas Extremadura (F-75) y Álvaro de Bazán (F-101).
  - Armada de Estados Unidos: Destructor USS Stump (DD-978) y fragata USS Robert G. Bradley (FFG-49), más diversas aeronaves.
  - Marina de Guerra del Perú: Fragata BAP Montero (FM-53).
  - Armada Nacional (Uruguay): Fragata ROU 03 Montevideo.

### UNITAS XLVII-2006

#### Fase Atlántico
- Sede: Brasil.
- Zona de acción: Aguas internacionales frente a Brasil.
- Países: Estados Unidos, Argentina, Brasil, España, Uruguay.
- Comienzo: 20 de octubre de 2006.
- Final: 30 de octubre de 2006.

### UNITAS XLVIII-2007

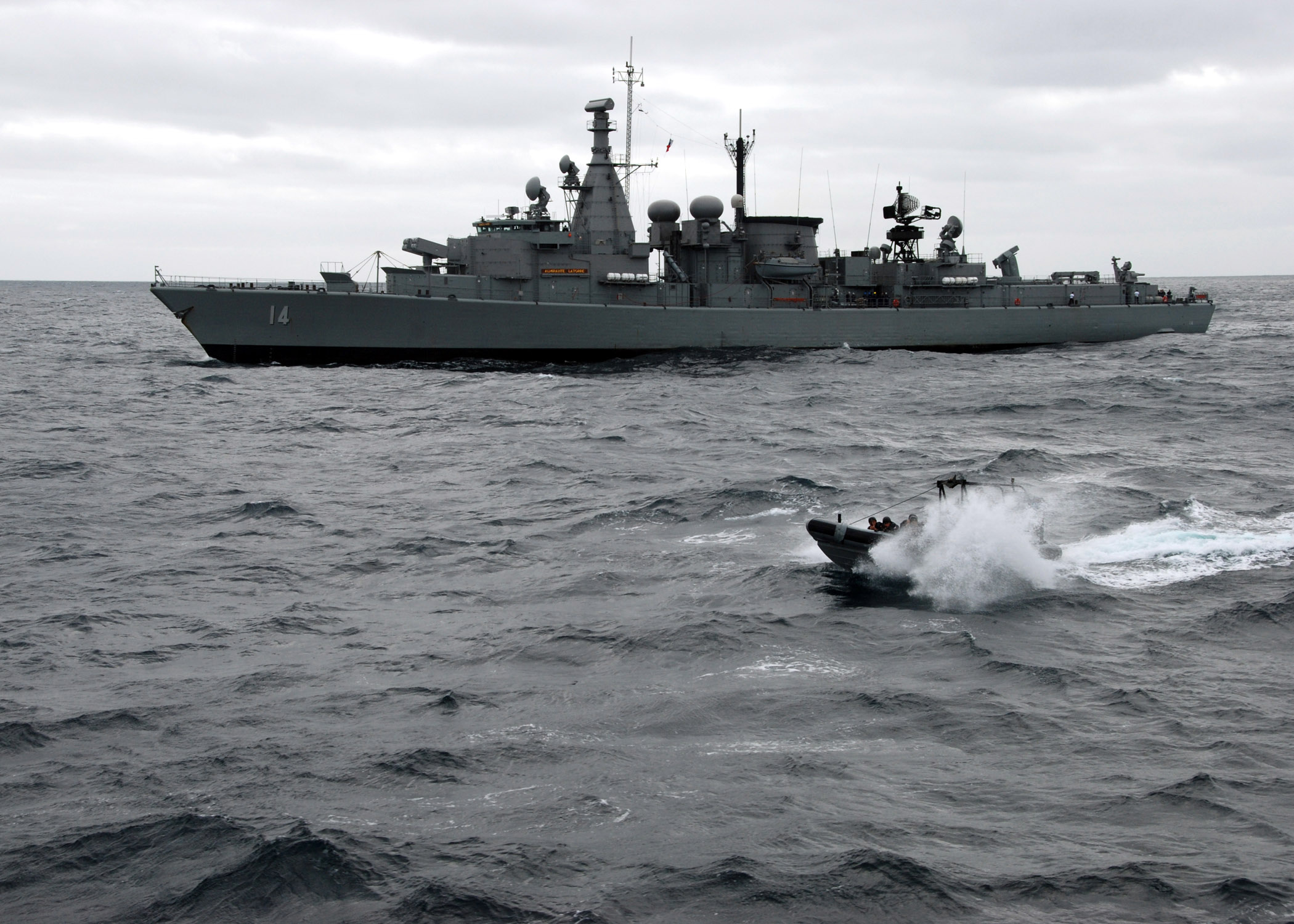
Fragata chilena Almirante Latorre (FFG-14).

#### Fase Atlántico
- Sede: Puerto Belgrano, Argentina.[2][3]
- Zona de acción: Mar Argentino.
- Países: Estados Unidos, Argentina, Brasil, Chile, España.
- Comienzo: 4 de mayo de 2007.
- Final: 11 de mayo de 2007.
- Unidades:
  - Armada Argentina: Destructor ARA Almirante Brown (D-10), corbetas ARA Gómez Roca (P-46) y ARA Spiro (P-43), buque logístico ARA Patagonia (B-1), submarino ARA Salta (S-31), aviso ARA Teniente Olivieri (A-2).
  - Marina de Brasil: Fragatas Bosísio (F48) e Independência (F44), petrolero Almirante Gastão Motta (G23) y submarino Tapajó (S33).
  - Armada de Estados Unidos: Destructor USS Mitscher (DDG-57), buque anfibio USS Pearl Harbour (LSD-52) y fragata USS Samuel B. Roberts (FFG-58).
  - Armada de Chile: Fragata Almirante Latorre (FFG-14).
  - Armada Española: Fragata Santa María (F-81), petrolero de flota Marqués de la Ensenada (A-11).

### UNITAS XLIX-2008

#### Fase Atlántico
- Sede: Brasil.
- Unidades:
  - Armada Argentina: Destructor ARA Almirante Brown (D-10), corbeta ARA Gómez Roca (P-46), buque logístico ARA Patagonia (B-1) y submarino ARA Salta (S-31), más un helicóptero.
  - Marina de Brasil: Fragatas Bosísio (F48), Liberal (F43), Greenhalgh (F46) y Niterói (F40), corbeta Frontin (V33), petrolero Almirante Gastão Motta (G23) y submarino Tupi (S30), más varios helicópteros.
  - Armada de Estados Unidos: Portaaviones USS George Washington (CVN-73), destructor USS Farragut (DDG-99), fragata USS Kauffman (FFG-59) y guardacostas USCGC Northland (WMEC-904), más aeronaves Boeing F/A-18 Super Hornet, Grumman EA-6B Prowler, Grumman E-2 Hawkeye, S-3 Viking y otras.

### UNITAS LI-2010

#### Fase Atlántico
- Sede: Argentina.
- Unidades:
  - Armada Argentina: Destructor ARA Sarandí (D-13), corbeta ARA Robinson (P-45), buque logístico ARA Patagonia (B-1), submarino ARA Santa Cruz (S-41), avisos ARA Teniente Olivieri (A-2) y ARA Suboficial Castillo (A-6), más diversas aeronaves del COAN.
  - Marina de Brasil: Fragata Constituição (F42) y submarino Tikuna (S34), más un helicóptero.
  - Armada de Estados Unidos: Fragata USS Klakring (FFG-42), submarino USS Memphis (SSN-691) y guardacostas USCGC Spencer (WMEC-905), más un helicóptero.
  - Armada de México: Patrullero ARM Baja California (PO-162), más un helicóptero MBB Bo 105.

### UNITAS LII-2011

#### Fase Atlántico
- Sede: Río de Janeiro, Brasil.
- Unidades:
  - Armada Argentina: Destructor ARA Almirante Brown (D-10).
  - Marina de Brasil: Fragatas Bosísio (F48), Constituição (F42) y Niterói (F40), buque tanque Almirante Gastão Motta (G23) y submarinos Tikuna (S34)) y Tamoio (S31), más varios helicópteros.
  - Armada de Estados Unidos: Destructor USS Nitze (DDG-94), fragatas USS Boone (FFG-28) y USS ''Thach'' (FFG-43) y guardacostas USCGC Escanaba (WMEC-907), más varios helicópteros.
  - Armada de México: Destructor ARM Netzahualcoyotl (D-102), y patrullero ARM Baja California (PO-162), más un helicóptero MBB Bo 105 y un avión CASA CN-235.

### UNITAS LVI-2015

#### Fase Atlántico y Anfibia
- Sede: Regiones de Río Grande del Sur, Brasil.
- Unidades:
  - Marina Real Británica: Buque logístico RFA Gold Rover (A-271)
  - Marina de Brasil: Fragatas Constituição (F42), Greenhalgh (F46), Liberal (F43) y União (F45), Patrulleras Araguari (P122), Amazonas (P120), Apa (P121) y Babitonga (P63), Petrolero Gastão Motta (G-27), Buque logístico Almirante Saboia (G25)
  - Armada de México: Patrulleras ARM Baja California (PO-162) y ARM Papaloapan (A-411).
  - Armada de Estados Unidos: Portaaviones USS George Washington (CVN-73), el Destructor USS Chafee (DDG-90), el petrolero USNS Guadalupe (T-AO-200) y el guardacostas USCGC Bertholf (WMSL 750).
  - Armada de Colombia: Fragata ARC Caldas (FM-52).
  - Marina de Guerra del Perú: Fragata BAP Quiñones (FM-58)
  - Armada de Chile: Fragata Almirante Riveros (FF-18).

#### Fase Pacífico
- Sede: Regiones de Coquimbo y Valparaíso, Chile.
- Unidades:
  - Armada de México: Patrullera ARM Prieto (PO-143).
  - Armada de Estados Unidos: Portaaviones USS George Washington (CVN-73), el Destructor USS Chafee (DDG-90), el petrolero USNS Guadalupe (T-AO-200) y el guardacostas USCGC Bertholf (WMSL 750).
  - Armada de Colombia: Fragata ARC Caldas (FM-52).
  - Armada de Chile: Fragatas Almirante Condell (FF-06), Almirante Blanco Encalada (FF-15), Almirante Williams (FF-19), Capitán Prat (FFG-11) y Almirante Riveros (FFG-18), Petrolero Almirante Mott (AO-52), Patrulleras Piloto Pardo (OPV-81) y Comandante Toro (OPV-82), y los submarinos Thomson (SS-20) y Simpson (SS-22).

### UNITAS LVII-2016

#### Fase Pacífico
- Sede: Canal de Panamá, Panamá.
- Unidades:
  - Servicio Nacional Aeronaval de Panamá: Patrulleras SENAN Coclé (P-814), SENAN Bocas del Toro (P-843), SENAN 5 de Noviembre (P-204), SENAN 28 de Noviembre (P-207) y SENAN 4 de Noviembre (P-208).
  - Armada Argentina: Destructor ARA Almirante Brown (D-10).
  - Armada de México: Patrullera ARM Revolución (PO-164).
  - Armada de Estados Unidos: USNS Spearhead y el guardacostas USCGC Mohawk (WMEC 913).
  - Armada de Colombia: Corbeta ARC Nariño (CM-55) y la Lancha de Desembarco ARC Golfo de Tribuga (LD-240).
  - Marina de Guerra del Perú: Fragata BAP Quiñones (FM-58).
  - Armada de Chile: Patrullera Marítima Comandante Toro (OPV-82).
  - Fuerza Naval de El Salvador: Patrullero Marítimo Número Ocho (PM-8).

### UNITAS LVIII-2017

#### Fase Pacífico y Anfibia
- Sede: Lima, Perú.
- Unidades:
  - Marina de Guerra del Perú: Fragatas BAP Montero (FM-53), BAP Mariátegui (FM-54), BAP Bolognesi (FM-57), BAP Quiñones (FM-58), Corbetas BAP Santillana (CM-22), BAP Herrera (CM-24), BAP Sánchez Carrión (CM-26), Buque Logístico BAP Tacna (ARL-158), Buque de Desembarco BAP Eten (DT-144) y Submarinos BAP Antofagasta (SS-32) y BAP Islay (SS-35), Patrulleras BAP Ferré (PM-211), BAP Río Pativilca (PM-204), BAP Río Cañete (PM-205), BAP Chancay (PC-219) y BAP Coishco (PC-228). El Buque Oceanográfico con capacidad polar BAP Carrasco (BOP-171), las unidades Hidrográficos BAP Zimic (BSH-173), el BAP Melo (AH-176) y la Embarcación Macha (AEH-174).
  - Armada de Chile: Patrullera Marítima Comandante Toro (OPV-82).
  - Armada de Estados Unidos: Buque de Asalto Anfibio USS Somerset (LPD25), Destructor USS Chafee (DDG-90) y USCGC Escanaba (WMEC 907).
  - Armada Nacional de Colombia: Fragata ARC Independiente (FM-54).
  - Armada de Honduras: Patrullera Tegucigalpa (FNH 1071).
  - Armada Argentina: Destructor  ARA La Argentina (D-11).
  - Armada de España:  Cristóbal Colón (F-105).
  - Armada de México: ARM Durango (PO-151).
  - Armada de la República Dominicana: Patrullera Almirante Didiez Burgos (PA-301).

### UNITAS LIX-2018

#### Fase Pacífico
- Sede:  Cartagena de Indias, Colombia.
- Unidades:
  - Marina de Guerra del Perú: Fragata BAP Bolognesi (FM-57) y Submarino BAP Pisagua (SS-33).
  - Armada de Chile: Patrullera Marítima Pardo (OPV-81).
  - Armada de Estados Unidos: Fragata USS Rentz (FFG-46), Guardacosta USCGC Forward (WMEC-911).
  - Armada de la República de Colombia: Fragatas ARC Almirante Padilla (FM-51), ARC Independiente (FM-54) y ARC Antioquia (FM-53), Patrulleras ARC 11 de Noviembre (PC-145) y ARC 20 de Julio (PZE-46).
  - Fuerza Naval de Honduras: Patrullera Tegucigalpa (FNH 1071).
  - Marina Real Canadiense: Fragata HCMS Ville de Quebec (FFH 332), Buque de abastecimiento de combustible HCMS Preserver (AOR 510), HCMS Iroquois (DDG 280).
  - Marina Real Británica: Fragata HMS Lancaster (F-229).
  - Marina de Brasil: Fragatas Rademaker (F-49).
  - Armada Dominicana: Patrullera Almirante Didiez Burgos (PA-301).

### UNITAS LX-2019

#### Fase Atlántico
- Sede: Río de Janeiro, Brasil.
- Unidades:
  - Armada Argentina: Destructor ARA Almirante Brown (D-10), Transporte ARA Bahía San Blas (B-4).
  - Marina de Brasil: Buque Multipropósito Atlántico (A-140), Fragatas Constituição (F42), Liberal (F-43), Rademaker (F-49), Patrullera Apa (P-121), Buque de Apoyo Purus (G-152), Submarino Tupis (S-30).
  - Armada de Estados Unidos: USS Carter Hall (LSD-50).
  - Marina de Guerra del Perú: Corbeta BAP Ferré (CM-27).

#### Fase Pacífico
- Sede:  Regiones de Coquimbo y Valparaíso, Chile.
- Unidades:
  - Marina de Guerra del Perú: Patrullera Marítima BAP Río Pativilca (PM-204).
  - Armada de Chile : Fragatas Almirante Williams (FF-19), Almirante Condell (FF-06) y Almirante Latorre (FFG-14); Submarino General Carrera (SS-22); Petrolero Araucano (AO-53).
  - Armada de Estados Unidos: Destructor USS Michael Murphy (DDG-112)
  - Armada Nacional de Colombia: Fragata ARC Independiente (FM-54).
  - Armada de Ecuador: Corbeta BAE Loja (CM-16).

### UNITAS LXI-2020

#### Fase Atlántico
- Sede: Manta, Ecuador.
- Unidades:
  - Armada de la República de Colombia: Patrullero oceánico ARC 7 de Agosto (PZE-47)
  - Armada del Ecuador: Corbetas BAE Esmeraldas (CM-11), BAE Manabí (CM-12) y BAE Loja (CM-16), lancha misilera LAE Cuenca (LM-24), buque de aprovisionamiento logístico BAE Hualcopo (TR-61), tanquero BAE Atahualpa (TR-63) y lancha guardacosta LG-30 Isla San Cristóbal
  -  Armada de Estados Unidos:  Patrullero oceánico USCGC Legare (WMEC-912), buque de combate litoral USS Gabrielle Giffords (LCS-10), lancha de desmebarco USAV Chickahominy (LCU 2011) y transporte expedicionario rápido USNS Burlington (T-EPF-10)
  - Marina de Guerra del Perú: Fragata BAP Coronel Bolognesi (FM-57)

### UNITAS LXI-2021

#### Fase Pacífico
- Sede: Lima, Perú.
- Unidades:
  - Marina de Guerra del Perú: Fragata BAP Mariátegui (FM-54), corbeta BAP Ferré (CM-27), buque de desembarco anfibio BAP Pisco (AMP-156), submarinos BAP Pisagua (SS-33), BAP Islay (SS-35) y BAP Arica (SS-36), buque oceanográfico polar BAP Carrasco (BOP-171), buque de recuperación de torpedos BAP San Lorenzo (ART-323)
  - Armada del Ecuador: Corbeta BAE Manabí (CM-12)
  - Armada de Chile: Patrullero oceánico Cabo Odger (OPV-84)
  - Armada de la República de Colombia: Fragata ARC Almirante Padilla (FM-51), patrullero oceánico ARC 7 de Agosto (PZE-47)
  - Armada de Estados Unidos: Destructor USS Mustin (DDG-89), buque de desembarco anfibio USS John P. Murtha (LPD-26), submarino nuclear de ataque USS Columbia (SSN-771)
  - Marina Nacional francesa: Fragata Pairial (F-731)
  - Armada de México: Patrullero oceánico ARM-101 Benito Juárez